# Scharnhorst (1936)
«Шарнхорст» (нем. Scharnhorst) — линкор (также может определяться как линейный крейсер) ВМС Германии во Второй мировой войне. Назван в честь генерала и реформатора прусской армии Герхарда фон Шарнхорста и в память о крейсере Первой мировой войны «Шарнхорст», потопленном в сражении при Фолклендских островах в декабре 1914 года.

## Конструкция
Корабль был построен в Вильгельмсхафене, Германия, заложен 15 июня 1935, спущен на воду 3 октября 1936, стал в строй 7 января 1939 года. После первых испытаний в середине 1939 года, корабль был модернизирован: на нём была установлена новая грот-мачта, расположенная ближе к корме, а прямой форштевень был заменён «атлантическим», чтобы улучшить мореходность. Однако с самого начала карьеры (бой с «Ринауном») «Шарнхорст» испытывал проблемы с заливанием носовой части.

## Начало войны

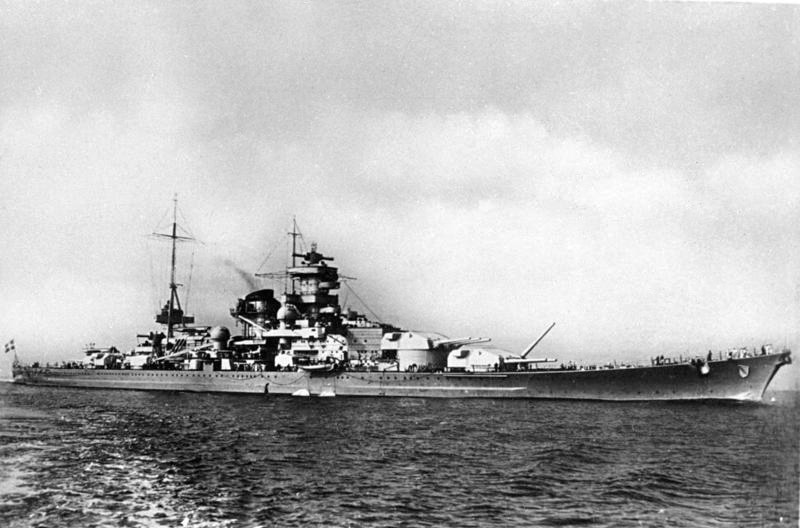
«Шарнхорст» в 1939 г.

Первой боевой операцией «Шарнхорста» было патрулирование прохода между Исландией и Фарерскими островами в конце ноября 1939 совместно с «Гнейзенау», где они потопили английский вооружённый транспорт «Rawalpindi». Весной 1940 года «Шарнхорст» и «Гнейзенау» обеспечивали вторжение вермахта в Норвегию (Операция Weserübung). 9 апреля 1940 года вблизи Норвегии они встретились с английским линейным крейсером «Ринаун»: британец вывел из строя 1-ю башню ГК «Гнейзенау», немецкий линкор в ответ попал в британский крейсер 2 снарядами 283-мм, но серьёзных повреждений ему не нанёс. «Шарнхорст» же пострадал от стихии: в заливаемой башне ГК «Антон» (1-я главного калибра) произошло замыкание в цепях электроприводов подачи боеприпаса, и башня вышла из строя. Кроме того, из-за необходимости держать полный ход получила повреждения правая машина «Шарнхорста», но немцам всё же удалось оторваться от устаревшего британского крейсера. 8 июня 1940 года в Норвежском море «Шарнхорст» и «Гнейзенау» в бою, известном как операция «Джуно» (первый и единственный случай столкновения линкоров с авианосцем, в котором линкоры одержали победу) потопили британский авианосец «Глориес» и его эскорт: эсминцы «Акаста» и «Ардент». Во время боя «Шарнхорст» был повреждён торпедой с «Акасты», были убиты 50 моряков и повреждён левый гребной вал. Вскоре из-за затопления пришлось выключить и среднюю машину. Были затоплены погреба башни ГК «Цезарь» (3-я главного калибра). 13 июня на стоявший в гавани «Шарнхорст» совершили налёт пикировщики «Skua» с авианосца «Арк Ройял». Налёт был неэффективным: из 15 самолётов 8 были сбиты, лишь одна бомба попала в цель, но даже она не взорвалась.
Из-за полученных 8 июня повреждений «Шарнхорст» был отправлен в сухой док в Киле, где и пробыл до конца 1940 года.
В конце декабря 1940 года «Шарнхорст» и «Гнейзенау» попытались прорваться сквозь британскую блокаду и выйти на североатлантические торговые пути, но были вынуждены повернуть назад из-за поломки «Гнейзенау».

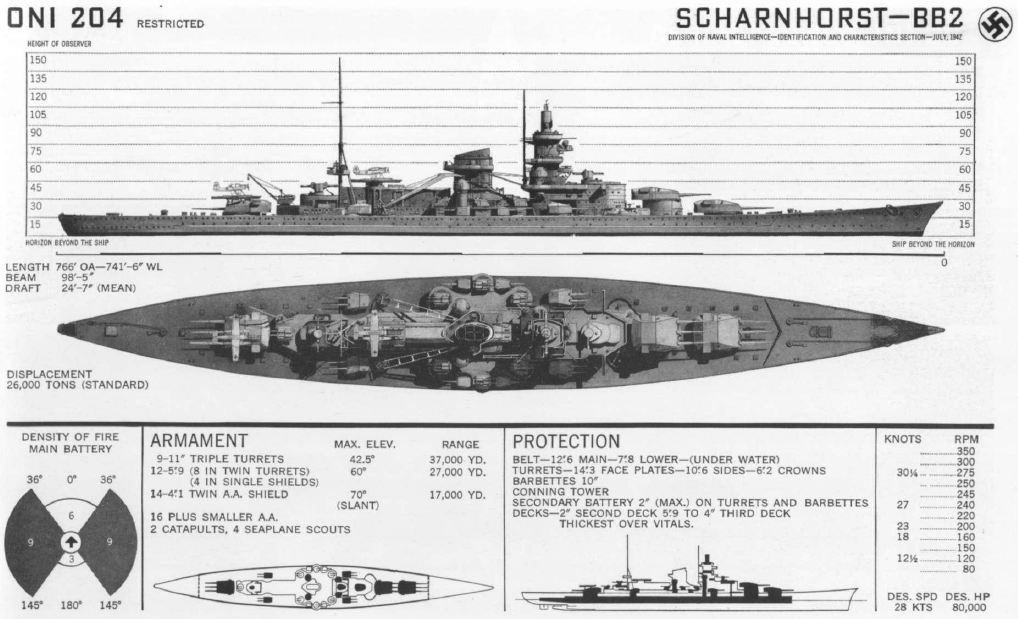
Страница из буклета ВМФ США для моряков, времён Второй мировой войны, описывающая линкор.

## Рейд в Атлантику
С 22 января по 22 марта 1941 года «Шарнхорст» и «Гнейзенау» действовали в Атлантике под руководством адмирала Гюнтера Лютьенса. 3 февраля они прошли Датским проливом и на следующий день достигли южной оконечности Гренландии. Попытка атаки конвоя HX-106 8 февраля не удалась из-за появления британского линкора «Рамиллес». 22 февраля четыре союзных торговых корабля были замечены и потоплены восточнее Ньюфаундленда. В условиях очень слабого воздушного патрулирования этого сектора Атлантики рейдеры смогли избежать столкновения с военным флотом Великобритании. Между 7 и 9 марта они атаковали конвой SL-67, но вынуждены были отступить при появлении линкора «Малайя». 15 марта неохраняемый конвой союзных танкеров был атакован юго-восточнее Ньюфаундленда. На следующий день ещё один смешанный конвой был обнаружен и атакован, при этом потоплено 13 судов, из них четыре — «Шарнхорстом». Это была последняя атака перед возвращением в порт Брест 22 марта. За время похода «Шарнхорст» потопил 8 судов, общим тоннажем в 49 300 тонн, при общем счёте группы в 22 потопленных судна и общем тоннаже в 115 600 тонн.

## Прорыв через Ла-Манш
Находясь в Бресте, немецкие корабли становились целями постоянных авианалётов. В июле 1941 года «Шарнхорст» перебазировался в порт Ла-Рошель, к югу от Бреста. Предупреждённые о выходе «Шарнхорста» из порта воздушной разведкой и агентами Сопротивления, союзники были уверены в том, что это очередной рейд. Для предотвращения рейда они подняли в воздух 15 тяжёлых бомбардировщиков «Галифакс» ВВС Великобритании. Нанесённый бомбардировкой урон был достаточно серьёзен, чтобы вынудить «Шарнхорст» вернуться в порт Бреста для починки. Повреждения от бомбардировки, вместе с полученными во время рейдов, а также проблемы с охлаждением котлов задержали «Шарнхорст» в порту до конца 1941 года, когда было решено отослать «Шарнхорст» и «Гнейзенау», а также тяжёлый крейсер «Принц Ойген» обратно в Германию. Так как было очень рискованно пытаться прорываться сквозь Северную Атлантику, то 11-13 февраля 1942 года три больших корабля, сопровождаемые десятками тральщиков и других вспомогательных судов совершили прорыв через Ла-Манш, названный операцией «Цербер». Англичане оказались не готовы к столь решительному и неожиданному прорыву, их береговая охрана не была готова остановить прорыв, а глушение английских радаров немцами не позволяло атаковать с воздуха. Однако, и «Шарнхорст», и «Гнейзенау» были повреждены минами: «Шарнхорст» двумя, а «Гнейзенау» одной.
Починка задержала «Шарнхорст» в доках до марта 1942 года, после чего он ушёл в Норвегию для встречи с линкором «Тирпиц» и другими немецкими кораблями для атак на арктические конвои, идущие в Советский Союз. Следующие несколько месяцев были посвящены тренировкам и акклиматизации, закончившиеся бомбардировкой Шпицбергена совместно с «Тирпицем».

## Гибель «Шарнхорста»
На Рождество 1943 года «Шарнхорст» и несколько немецких эсминцев под командованием контр-адмирала Эриха Бея вышли в море с целью атаковать северные конвои JW 55B и RA 55A. Радиообмен германского командования был дешифрован английскими криптографами, и британское Адмиралтейство смогло заранее подготовиться. На следующий день из-за сложных метеоусловий Бей не смог обнаружить конвой и отправил эсминцы для его поиска южнее, оставив «Шарнхорст» в одиночестве. Менее чем через 2 часа линейный корабль наткнулся на крейсера конвоя «Белфаст», «Норфолк» и «Шеффилд». «Белфаст» обнаружил «Шарнхорст» в 08:40 на расстоянии примерно 17 миль с помощью радара. Прикрывая конвой, британцы сблизились с «Шарнхорстом», установили визуальный контакт и открыли огонь, нанёсший линкору небольшие повреждения. В частности, была уничтожена носовая РЛС «Шарнхорста», что, возможно, послужило причиной дальнейших проблем корабля. Считая основной целью транспорты конвоя, линкор оторвался от английских крейсеров, но, пытаясь прорваться к транспортам, снова был ими настигнут и опять оторвался, при этом нанеся повреждения крейсеру «Норфолк». После второй неудачи Бей решил прекратить операцию и возвращаться. Приказ возвращаться получили и эсминцы. Однако английский линкор «Дюк оф Йорк» уже находился между «Шарнхорстом» и Норвегией, а немцы выключили кормовой радар, опасаясь выдать себя излучением этого прибора и особо не доверяя ему. Около 16:50 «Дюк оф Йорк» открыл по заранее освещённому осветительными снарядами немецкому линкору огонь с небольшой дистанции. «Шарнхорст» почти сразу же лишился башен главного калибра «Антон» и «Бруно» (последней временно), но бо́льшая скорость позволила ему оторваться от «Дюк оф Йорка». Однако через час вышли из строя котлы «Шарнхорста», так как попаданием 356-мм бронебойного снаряда главного калибра английского линкора был пробит тонкий верхний броневой пояс и гласис главного котельного отделения (80 мм), возвышавшийся на 70-80 см над главной броневой палубой. После этого скорость линкора упала до 8 узлов, хотя и оперативный ремонт позволил увеличить её до 22 узлов, но судьба корабля была уже решена. Благодаря внезапности «Дюк оф Йорк» отделался минимальными повреждениями, «Шарнхорст» же, несмотря на мощное бронирование, потерял ход и, лишившись бо́льшей части артиллерии, стал уязвим для эсминцев. Несколько торпедных атак оказались удачными, как и стрельба «Дюк оф Йорка» с ближней дистанции, и вскоре наступила агония корабля, продолжавшаяся до 19:45, когда «Шарнхорст» ушёл под воду. После погружения с британских кораблей слышали мощные подводные взрывы.
Из всего экипажа в 1968 человек спаслись только 36 матросов и ни одного офицера. 30 взял на борт «Scorpion» и 6 — «Matchless».

Позднее в этот вечер адмирал Брюс Фрэзер, собрав офицеров на борту «Дюк оф Йорк», сказал:
Джентльмены, битва с «Шарнхорстом» закончилась для нас победой. Я надеюсь, что любой из вас, кому когда-либо придётся вести свой корабль в бой с намного сильнейшим противником, будет командовать своим кораблём так же доблестно, как сегодня командовали «Шарнхорстом».

## Обнаружение
Поиски затонувшего линкора предпринимались ещё с конца 90-х годов XX века. В сентябре 2000 года к работе приступила совместная экспедиция, организованная BBC, Норвежской вещательной корпорацией и ВМС Норвегии. Экспедиция базировалась на исследовательском судне Sverdrup II, принадлежащем Норвежскому центру оборонных исследований. Обломки были обнаружены гидролокатором бокового обзора и идентифицированы как обломки линкора «Шарнхорст» 10 сентября 2000 года с помощью дистанционно управляемого устройства. Местонахождение обломков 72°31′ N, 28°15′ E (координаты отличаются от тех, что указаны в бортовом журнале линкора HMS Duke of York), примерно в 120 километрах на северо-северо-восток от мыса Нордкап, на глубине 290 метров. Уцелевшая часть корпуса, длиной около 160 метров, лежит вверх килем. Носовая часть (длиной 60-70 м) оторвана (в районе капитанского мостика), сильно повреждена и лежит почти под прямым углом к уцелевшей части корпуса. Предположительно, носовая часть корпуса была оторвана вследствие детонации орудийного погреба башни А орудий главного калибра, вызванной попаданием торпеды в район мостика. Часть кормовой оконечности также отсутствует (сразу за уцелевшими винтами и рулями). Уцелевшая основная часть корпуса раскололась по всей длине (вероятно от удара о дно при погружении) — вдоль киля идёт трещина шириной 2-3 см. На ней имеются многочисленные следы от воздействия попавших в линкор в ходе его последнего боя снарядов и торпед британских кораблей. Вокруг обломков образовался нанос из донных отложений высотой 15-20 метров.

## Командиры
- капитан цур зее Отто Цилиакс (7 января — 23 сентября 1939)
- капитан цур зее Курт Хоффманн (Kurt Caesar Hoffmann) (23 сентября 1939 — 31 марта 1942)
- капитан цур зее (контр-адмирал с 1 октября 1943) Фридрих Хуффмайер (Friedrich Huffmeier) (31 марта 1942 — 13 октября 1943)
- капитан цур зее Фриц Хинце (Fritz Hintze) (13 октября — 26 декабря 1943, погиб)